# Heinrich Morf (Pädagoge)

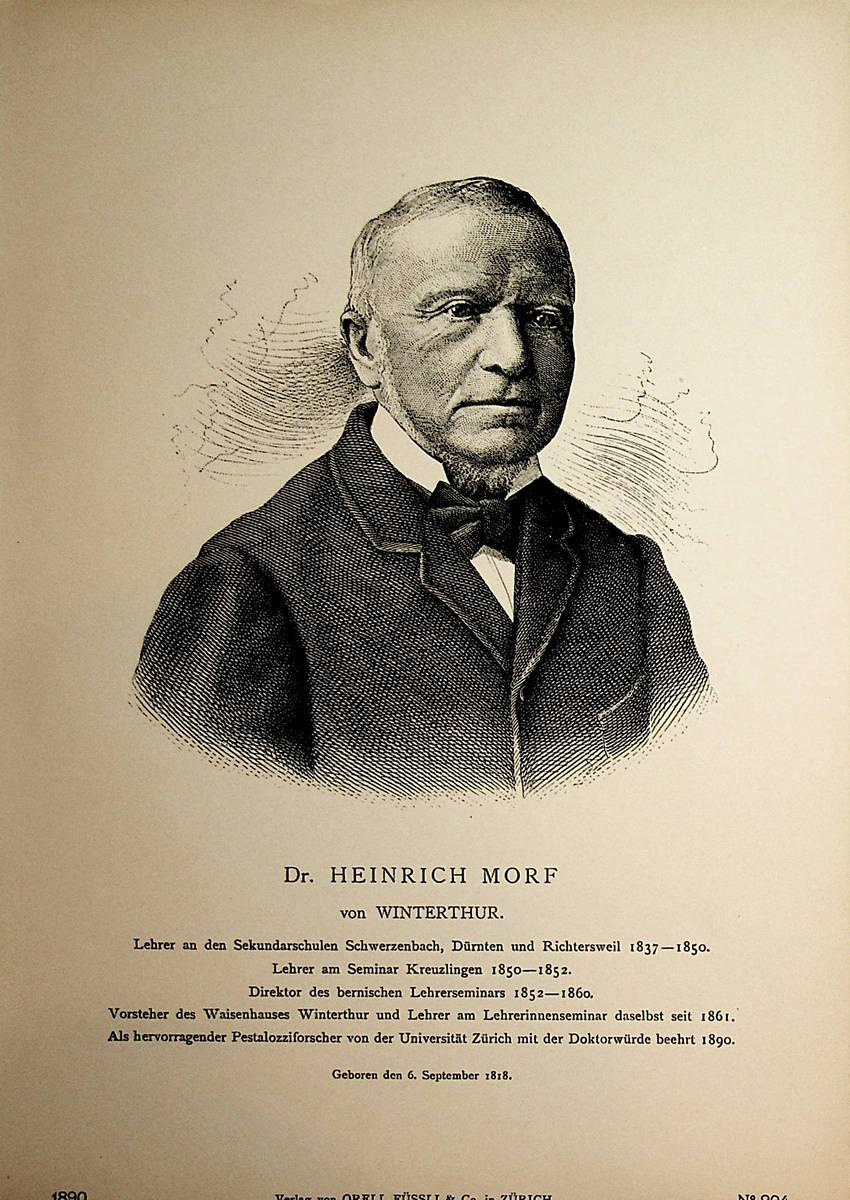
Heinrich Morf

Heinrich Morf, Pseudonym: Heinrich Breitner (* 6. September 1818 in Breite bei Nürensdorf; † 28. Februar 1899 in Winterthur) war ein Schweizer Pädagoge und Schriftsteller.

## Leben
Morf war der Sohn eines Landwirts. Da es in seinem Heimatort noch keine Schule gab, erhielt er den ersten Unterricht in den Privaträumen eines Handwerkers. Auf die Fürsprache das Pfarrers kam er 1835 an das Lehrerseminar Küsnacht (ZH), an dem er unter Ignaz Thomas Scherr ausgebildet wurde. Im Jahr 1837 erhielt er die Ernennung zum Sekundarlehrer in Schwerzenbach. 1840/1841 erlitt er einen Zusammenbruch aufgrund Überarbeitung. Für ein Jahr ging er zu weiteren Studien an die Akademie von Lausanne. 1842 wurde er Vorsteher der Sekundarschule in Dürnten sowie Kapitelspräsident. 1847 wechselte er an die Sekundarschule in Richterswil.
Morf nahm 1850 einen Ruf als Seminarlehrer für Deutsch und Pädagogik an das Lehrerseminar Kreuzlingen an. Er folgte 1852 einem Ruf der konservativen Berner Regierung als Direktor des wiedereröffneten Lehrerseminars Münchenbuchsee, wurde jedoch 1860 aus politischen Gründen abgewählt. Zum 1. Mai 1861 erhielt er die Ernennung zum Direktor des Waisenhauses in Winterthur. Er erteilte daneben Unterricht im Deutschen an der oberen Mädchenschule und am Gymnasium sowie Pädagogik und Psychologie am Lehrerinnenseminar Winterthur.
Morf erhielt 1890 die Ehrendoktorwürde der Universität Zürich, unter anderem für sein vierbändiges Werk über Johann Heinrich Pestalozzi.
Der Romanist Heinrich Morf ist sein Sohn.

## Werke (Auswahl)
- Zur Biographie Pestalozzi’s. Ein Beitrag zur Geschichte der Volkserziehung, 4 Bände, Bleuler-Hausheer, Winterthur 1868–1889.
- John Milton, Winterthur 1869.
- Adalbert v. Chamisso, Winterthur 1869.
- Friedrich Fröbel und der Kindergarten, Winterthur 1870.
- Aus dem Fröbelschen Kindergarten, Winterthur 1875.